# John Whittaker

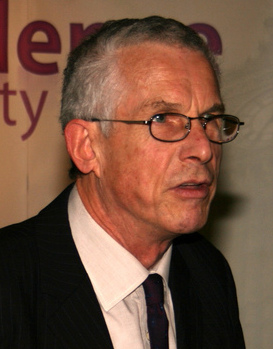
John Whittaker (2008)

John Whittaker (n. 7 iunie 1945) este un om politic britanic, membru al Parlamentului European în perioada 2004-2009 din partea Regatului Unit.
1. ↑  Deputații în Parlamentul European